# Elimaea adspersa
Elimaea adspersa är en insektsart som beskrevs av Carl August Dohrn 1906. Elimaea adspersa ingår i släktet Elimaea och familjen vårtbitare. Inga underarter finns listade i Catalogue of Life.